# 2569 Madeline
A 2569 Madeline (ideiglenes jelöléssel 1980 MA) a Naprendszer kisbolygóövében található aszteroida. Edward L. G. Bowell fedezte fel 1980. június 18-án.